# Museu Benaki
El Museu Benaki —Μουσείο Μπενάκη (grec)— es troba a la mansió de la família Benakis al barri de Kolonaki al centre d'Atenes, Grècia. La mansió d'estil neoclàssic, construïda el 1867, va ser comprada per Emmanuel Benakis el 1910. Andonis Benakis, el seu fill, va cedir la mansió a l'Estat en la memòria de son pare el 1931 per a crear-hi el museu. Aquest conté representacions de l'art grec des de la prehistòria fins als temps moderns, una extensa col·lecció d'art asiàtic, exposicions temporals i compta igualment amb un modern taller de restauració. Tot i que inicialment el museu albergava una col·lecció que incloïa art islàmic, porcellana xinesa i exposicions sobre joguets, la reobertura l'any 2000 va portar a la creació de museus satèl·lits centrats en aquestes i altres col·leccions específiques, el que va permetre al museu principal centrar-se en la cultura grega al llarg de la història del país.
El museu compta amb més de 20.000 peces ordenades cronològicament en 36 sales on es pot veure l'evolució de la pintura, escultura i artesania gregues.

## Algunes peces destacades
Algunes peces destacades del museu.
- El Tresor d'Eubea: Consisteix en tres atuells senzills i poc decorats, dos d'or i ú de plata, que daten del 3000-2800 aC, quan la metal·lúrgia es va desenvolupar afavorint la transició de l'edat de pedra a l'edat del bronze.
- El Tresor de Tessàlia: Un grup de joies d'or gregues i romanes amb treballades filigranes dels segles iii i ii aC: pendents, collarets, braçalets i diademes.
- Quadres de El Greco: Hi ha dues obres de l'època primerenca d'aquest artista, una de les quals es L'adoració dels reis. Va pintar totes dues en Creta, on va nàixer.
- Saló del segle xviii: Una reconstrucció d'una mansió típica macedònia, amb sostres de fusta daurats i pintats, i plaques de fusta a les parets. Aquesta artesania es va desenvolupar al mateix temps que els comerciants locals prosperaven durant el govern otomà.